# Pape Sarr
Pape Sarr (Dakar, 1977. december 7. – ) szenegáli válogatott labdarúgó. 

## Pályafutása

### Klubcsapatban
Dakarban született. A Saint-Étienne utánpótlásában nevelkedett, majd 1996 és 2001 között a felnőtt csapatban is szerepelt. 2001-ben a RC Lens igazolta le, ahol négy évig játszott, de 2004-ben a spanyol Deportivo Alavés, 2005-ben pedig az Istres vette kölcsön. Később játszott még a Stade Brest (2006–07), a Paris FC (2007–09), a Olympique de Valence (2009–10) és a Noisy-le-Sec (2010–12) csapatában.

### A válogatottban
2000 és 2004 között 30 alkalommal szerepelt az szenegáli válogatottban és 2 gólt szerzett. Tagja volt a 2002-es afrikai nemzetek kupáján ezüstérmet szerzett válogatott keretének és részt vett a 2002-es világbajnokságon is.

## Sikerei, díjai
Szenegál
- Afrikai nemzetek kupája döntős (1): 2002